# Bréjaude
La bréjaude est une soupe, de type pot-au-feu traditionnellement préparée en Limousin.

## Histoire

### Étymologie
Elle tient son nom de l'action d'écraser (brejar, « broyer », en occitan) les ingrédients lors de la cuisson afin d'en faire une bouillie.

### Mentions historiques
Également dite brégeaude, elle figure sur la carte des spécialités gastronomiques françaises d'Alain Bourguignon de 1929, dans les secteurs de Bellac et Limoges.

## Ingrédients
C'est un mets composé de lard, de chou vert, de poireaux, de pommes de terre et de raves. Il est généralement consommé d'octobre à mars. Quand la bréjaude était le mets le plus courant de la paysannerie limousine, dans beaucoup de familles, on commençait d'abord par manger le bouillon et ses soupes de pain (tranches imbibées de bouillon) puis on finissait par les légumes.

## Préparation
La bréjaude était cuite dans une marmite de fonte traditionnelle d'environ 4 à 5 litres, suspendue par une crémaillère au-dessus du feu dans la cheminée. Pour réussir la soupe, il était alors nécessaire de faire fondre préalablement le lard dans une grande poêle appelée « peillon ». Ce mets se prépare maintenant directement dans une cocotte.

## Accord mets / vins

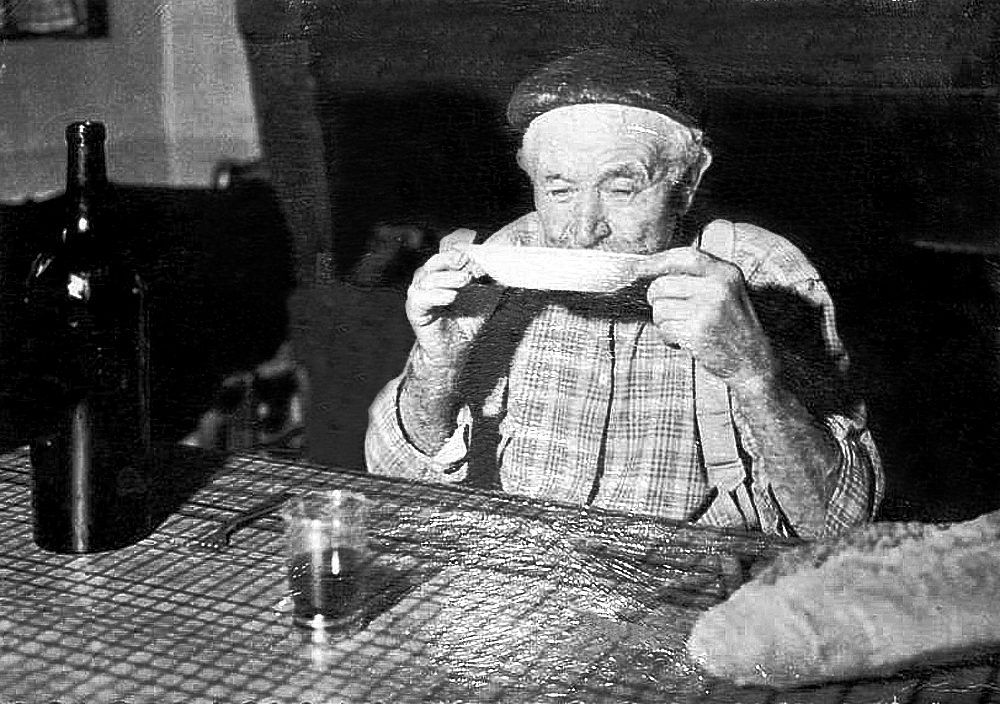
Le chabrot.

Cette soupe se déguste le plus souvent avec un vin blanc tel qu'un cheverny, un côtes-d'auvergne, un saint-pourçain, un menetou-salon ou encore un jasnières. Traditionnellement, les anciens finissaient leur soupe en faisant chabrot.
Le chabrot a été fait régulièrement pour des soupes comme la bréjaude ou la garbure. Cette action nécessitait l'usage du récipient traditionnel utilisé pour servir les soupes, soit un bol profond de forme sphérique, soit une écuelle. Il était le plus souvent sans poignée, en terre cuite, de forme bombée et quelque peu étroit.